# Werner von Siemens
Ernst Werner von Siemens, född 13 december 1816 i Lenthe nära Hannover, död 6 december 1892 i Berlin, var en tysk uppfinnare och industriman. Han skapade storindustri som fanns över hela världen och var med och utvecklade elektrotekniken vid Technische Universität Berlin under 1880-talet. Han var bror till Carl Wilhelm och Friedrich Siemens.

## Biografi
Siemens blev 1834 preussisk artilleriofficer, kommenderades 1835 till artilleri- och ingenjörsskolan i Berlin och fick där tillfälle att utvidga sina kunskaper i matematik, fysik och kemi. År 1841 uppfann han en metod för galvanisk försilvring och förgyllning, och 1845 konstruerade han tillsammans med sin bror Wilhelm, som då var anställd i en maskinfabrik i Magdeburg, en differentialregulator för ångmaskiner. Samma år kommenderades han till artilleriverkstäderna i Berlin för att utföra försök rörande bomullskrut.

### Siemens & Halske
Siemens kommenderades 1847 till kommissionen för införande av elektrisk telegraf och beslutade sig för att helt ägna sig åt telegrafteknikens utveckling. Tillsammans med Johann Georg Halske grundade han hösten 1847 Telegraphenanstalt von Siemens & Halske AG, det som senare skulle bli Siemens AG. Siemens gjorde armén högst betydande tjänster, bland annat genom att i Kieler Hafen anlägga de första sjöminorna med elektrisk tändanordning. Sedan han 1849 lämnat statstjänsten, ägnade han sig helt åt elektrotekniken och gjorde en mängd viktiga uppfinningar, av vilka kan framhållas cylinderinduktorn 1856, elektrisk ozonisering av syrgas 1857, dynamoelektriska maskiner 1867, universalgalvanometern 1874 och selenfotometern 1876.
Firman Siemens & Halske införde många förbättringar inom telegraftekniken, tillverkade och utlade sjökablar, anlade ett stort antal telegrafledningar i Nordtyskland och i Ryssland, byggde 1879 i Berlin den första elektriska järnvägen med stationär kraftkälla och 1881 den första spårvägen. I många av Europas större städer, till exempel Wien och Sankt Petersburg, grundlades dotterbolag, som mestadels leddes av bröderna Siemens. År 1868 utträdde Halske ur Berlinbolaget. Den vittomfattande affären övertogs då av bröderna Werner, Wilhelm och Karl (1829–1906), och efter Werners död inträdde i firman hans söner Arnold och Wilhelm von Siemens, vilka bägge blev firmans ledare. Med firman förenades 1903 Schuckert-Werke. I västra Berlin kom företaget att bygga upp stora fabriker som bildar Siemensstadt.

### Hedersutmärkelser
Siemens blev 1874 ledamot av preussiska vetenskapsakademien och 1879 filosofie hedersdoktor vid Berlins universitet. Vid sin tronbestigning 1888 tilldelade kejsar Fredrik III honom adelskap. Siemens publicerade ett antal vetenskapliga avhandlingar. Hans Lebenserinnerungen utgavs 1892 (nionde upplagan 1912). Han har givit namn åt enheten siemens. Werner von Siemens ligger begravd på Südwestkirchhof Stahnsdorf.

## Utmärkelser
- Kommendör med kraschan av Frans Josefsorden,  1873[8]
- 2:a graden av  Preussiska Kronorden,  1878[8]
- Pour le Mérite för vetenskap och konst,  1886[8]
- Hedersdoktor vid Universitetet i Heidelberg,  1886[8]
- Bayerska Sankt Mikaels förtjänstorden,  1892[8]

[Redigera Wikidata]